# Sciurus spadiceus
La ardilla roja del Amazonas sur (Sciurus spadiceus) es una especie de roedor de la familia Sciuridae.
Esta especie es bastante grande en tamaño (entre 48 y 63 cm, contando la cola), tiene un pelaje de color marrón rojizo. No presenta territorialidad. Las hembras tienen de dos a cuatro crias.

## Distribución geográfica
En  Sudaméricaː Bolivia, Brasil, Colombia, Ecuador, Perú y Venezuela. No se considera especie amenazada.

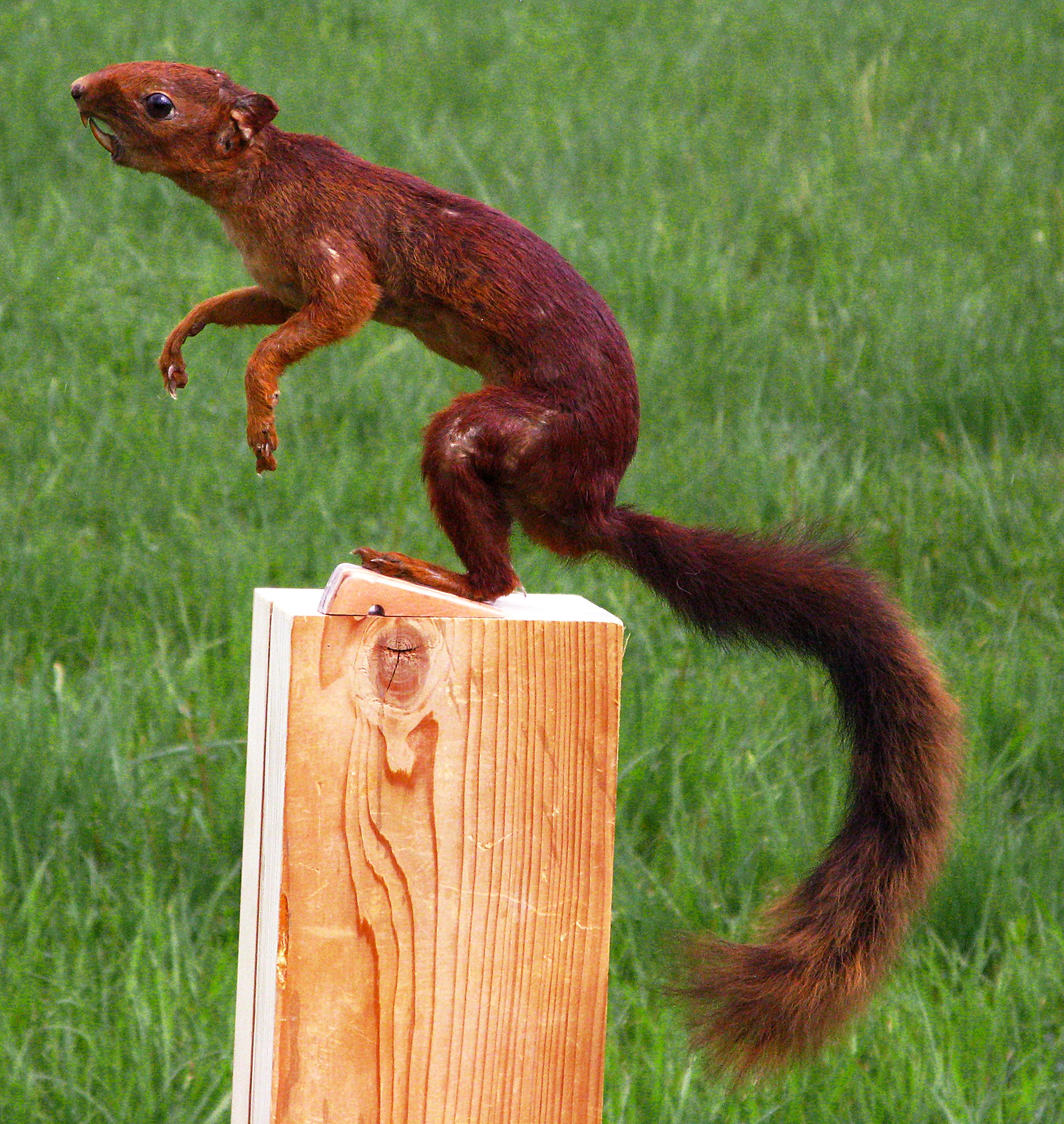
Ejemplar embalsamado